# Peugeot Type 24
La Peugeot Type 24 est un modèle d'automobile produit par le constructeur français Peugeot en 1897.